# سلنجیتاید
سِـلنجیتاید (انگلیسی: Cilengitide) مولکولی است که با همکاری دانشگاه فنی مونیخ و شرکت دارویی مرک در دارمشتات آلمان ساخته شده‌است. این مولکول بر پایهٔ نوعی پپتید حلقوی از گروه پروتئین‌های اینتگرین‌های αv ساخته شده که اهمیت به‌سزایی در رگ‌زایی و سایر جنبه‌های زیست‌شناختی تومورهای سرطانی دارند. پژوهش‌گران در حال بررسی امکان استفاده از این مادهٔ شیمیایی در درمان گلیوبلاستوما هستند که جلوی رگ‌زایی آنرا گرفته و رشد و قدرت تهاجمی‌اش را تحتِ تأثیر قرار می دهد.
مکانیسم اثر این مولکول، مهارِ مسیرِ سیگنال‌دهی «PTK2/C-Src/PKB» است که موجب القای آپوپتوز در سلول‌های آندوتلیال رگ‌ها می شود. پژوهش‌های اولیه در موش‌ها نشان داده است که این دارو در پسرفت تومور، مؤثر است.